# Leroy Foster
„Baby Face“ Leroy Foster (* 12. Februar 1923 in Algoma, Mississippi; † 26. Mai 1958 in Chicago) war ein US-amerikanischer Blues-Gitarrist, Sänger und Schlagzeuger.
Leroy Foster gehörte zu den Pionieren des Chicagoer Nachkriegsblues, der ab 1945 in der Stadt entstand. Foster wirkte auch an den Sessions für das kurzlebige Label Tempo-Tone mit, bei denen er mit Muddy Waters, Sunnyland Slim und Jimmy Rogers spielte. Er spielte auch mit John Lee „Sonny Boy“ Williamson. Seine ersten Aufnahmen entstanden um 1945/46 mit dem Pianisten Lee Brown und James Clark (für Columbia). Erste Aufnahmen unter eigenem Namen spielte er 1948 für Aristocrat Records ein; zwei Stücke mit Muddy Waters. Leroy Foster, der neben der Gitarre gleichzeitig auch Bass Drum und Hi-Hat mit seinen Füßen spielte, war auch als Sänger aktiv. Anfang 1950 entstanden die letzten Aufnahmen mit Waters für Parkway Records (Rollin' and Tumblin'.) Seine zwei für Tempo-Tone entstandenen Nummern nahm er erneut auf, Red Headed Woman und Boll Weevil. Foster wirkte auch als Schlagzeuger bei Aufnahmen von Memphis Minnie mit. Nachdem er die Muddy Waters-Band verlassen hatte, arbeitete er 1950, 1951 und 1952 mit eigenen Formationen bei drei Sessions für J.O.B. Records und wirkte bei Aufnahmen von Mildred Richards und Snooky Pryor 1950 bei JOB mit. 1950 spielte er auch bei der Debüt-Session von J. B. Lenoir, die später bei Chess Records erschien und begleitete Sunnyland Slim bei Aufnahmen für dessen Label Sunny. 1952 nahm Foster erneut unter eigenem Namen auf; die Stücke blieben jedoch zunächst unveröffentlicht. Alkoholismus schränkte seine Arbeitsmöglichkeiten ein; er starb am 26. Mai 1958 in Chicago.